# Tarab Abdul Hadi
Tarab Abdul Hadi, (arabo:طرب عبد الهادي; o Tarab Abd al-Hadi (Jénine, 1910 – Il Cairo, 1º gennaio 1976), è stata un'attivista e femminista palestinese, militante per la difesa dei diritti delle donne. Alla fine degli anni '20, co-fondò il Palestine Arab Women's Congress (PAWC), la prima organizzazione femminile nella Palestina sotto il mandato britannico, e fu un'organizzatrice attiva nel suo gruppo gemello, l'Arab Women's Association (AWA).

## Biografia
Tarab Abdul Hadi nacque nel 1910 a Jénine, all'epoca sotto l'Impero Ottomano, ed era la moglie di Awni Abd al-Hadi, anche lui molto attivo in politica, fondatore di Al-Fatat e membro di spicco del Partito dell'Indipendenza.. Tarab Abdul Hadi e altre donne di importanti famiglie di Gerusalemme formarono il Congresso delle Donne Arabe Palestinesi per affermare la loro opposizione alla presenza sionista in Palestina e il loro sostegno alla lotta nazionale per l'indipendenza.
La prima riunione del PAWC si tenne nella sua casa di Gerusalemme il 26 ottobre 1929, e l'evento fu annunciato come il primo in cui le donne palestinesi entrarono nell'arena politica. Tarab Abdul Hadi divenne uno dei quattordici membri del Comitato Esecutivo della PAWC, principalmente appartenenti a importanti famiglie di Gerusalemme (come gli al-Husseini, gli Alami, i Nashashibi e i Budeir). Oltre a scrivere lettere e telegrammi per sensibilizzare l'opinione pubblica sulla situazione palestinese, PAWC venne anche coinvolta nella difesa dei prigionieri, cercando di abbreviare le dure pene detentive che hanno dovuto affrontare, facendo appello alle autorità britanniche e raccogliendo fondi per sostenere le loro famiglie.
Abdul Hadi fu anche attiva nell'Associazione delle donne arabe (AWA), fondata sempre nel 1929, e che divenne la più importante organizzazione femminista in Palestina. Nella sua qualità di organizzatrice dell'AWA, pronunciò un discorso alla Chiesa del Santo Sepolcro nell'aprile del 1933, durante una visita del generale britannico Allenby, affermando:
. 
Abdul Hadi partecipò alla campagna contro il velo, un'iniziativa lanciata dalle donne locali che incoraggiava le donne palestinesi a togliersi il velo.
Dopo la guerra arabo-israeliana del 1948, Abdul Hadi finì al Cairo, in Egitto, con suo marito. Morì al Cairo nel 1976.